# آنا هيرتا ريتزيوس
آنا ويلهيلمينا هيرتا ريتزيوس (بالسويدية: Anna Hierta-Retzius) المكناة قبل الزواج ب هيرتا (24 آب 1841- 21 كانون الأول 1924) هي ناشطة سويدية في حقوق المرأة وفاعلة خير. كانت شريكة في تأسيس رابطة حقوق ملكية المرأة المتزوجة (1873) والأمينة العامة لها، ومؤسسة ومديرة للمدرسة الليلية Torsdagsskolan 1864-1874، وعضوة في مجلس رابطة بيكوبان 1870-1887، ونائبة رئيس رابطة حقوق ملكية المرأة المتزوجة 1886-1893، وعضوة في  مؤسسة لارس هيرتا التذكارية 1878-1911 ونائبة رئيسها 1911-1924، ومشاركة بالعمل في صحيفة أفتونبلاديت 1884-1887، ومؤسسة لإصلاحية أدولف فريدريك للأحداث عام 1887، ورئيسة اللجنة المركزية لإصلاحيات أحداث ستوكهولم 1889-1909، ورئيسة المجلس الوطني السويدي للمرأة 1899-1911، ونائبة رئيس المجلس الدولي للمرأة 1904-1909.

## حياتها المبكرة
كانت آنا ابنة لارس جوان هيرتا مؤسس صحيفة أفتونبلاديت، وايلهيلمينا فرودينغ 1805-1878. تزوجت في 28 تشرين الأول 1876 العالم والأستاذ الجامعي غوستاف ريتزيوس، الذي نشطت معه في مشاريع علمية واجتماعية، ولم ترزق بأطفال.
ترعرعت في بيئة فكرية، فلكون والدها مدير صحيفة تقدمية، كان الفنانون والكتّاب والسياسيون ضيوفاً اعتيادين في منزلها. ونقل عنها تأثرها بالاهتمامات الخيرية لوالدتها وبأفكار والدها الراديكالية المتعلقة بالمساواة بين الجنسين. ونمّت اهتماماً بالإصلاح الاجتماعي والعمل النشط لتحقيق هذا الهدف، وسعت بأن ترقى إلى تطلعات والدها كما لو كان لديه ابن.
تلقت تعليمها في مدرسة الفتيات بين عامي 1859-1861 التي أقيمت في ستوكهولم استجابة للجدل الذي سببته رواية هيرثا للكاتبة فريدريكا بريمير حول تعليم المرأة والتي كانت مقدمة لمدرسة الفتيات الملكية. وبهذا انتمت إلى أوائل إناث السويد اللواتي تلقين تعليماً عاماً محترماً في علوم الطبيعة. انخرطت بعد ذلك بفترة وجيزة في أعمال الإصلاح الاجتماعي متأثرة بأفكارها عن الليبرالية الاجتماعية المسيحية.

## مُصلحة تعليمية
بعد انتهائها من دراستها نشطت كمعلمة في مدرسة الأحد التي افتتحتها صوفي أدليرسبار منذ عام 1862. وافتتحت عام 1864 مدرستها المسائية الخاصة لفتيات الطبقة العاملة حيث وفرت فيها تعليما في القراءة والكتابة وعلم الطبيعة والتاريخ والجغرافية والحبك بالصنارة، وأسست مكتبة ومصرفاً للنساء. وأسست بالشراكة مع صوفي أدليرسبار وفريدريكا ليمنيل دار ستوكهولم للقراءة المخصص للنساء، تيمناً بدار بريطانية سبقتها.
زارت باريس عام 1869 لتدرس في كلية جوليس سيمون للنساء، وفي عام 1870 أسست «بيكوبان» لتوفر مكانا للنساء يمكنهم فيه بيع منتجاتهم اليدوية، وشارك بيكوبان في معرض فيينا العالمي 1873. كانت منخرطة في مسألة تعليم النساء، ونظمت في ستينيات القرن التاسع عشر العديد من المؤتمرات العامة للحوار في موضوع الإصلاح في تعليم المرأة، وفي بداية سبعينيات القرن التاسع عشر رتبت لمنافستين جذبتا الكثير من الجدل والانتباه حول المواضيع التالية: مسببات الصحة العامة السيئة للمرأة وتنشئة وتعليم المرأة.
لم تكن آنا محبة لمدارس الفتيات بل كانت مؤيدة للتعليم المختلط، ودعمت كارل إيدوارد بالمغرين ومدرسته المختلطة «مدرسة العمل التطبيقي»، وأدخلت إلها مواضيع الرياضة والطبخ كمحاولة لتحسين صحة التلاميذ.
انخرطت آنا في الإصلاح الصحي، آملة في إدخال الرياضة البدنية إلى النظام التعليمي الخاص بالفتيات. وطرحت هذا الأمر لمدرسة الفتيات الملكية في ستينيات القرن التاسع عشر، وأسست في عام 1880 متحف ستوكهولم للرياضة البدنية، والذي تبرعت به للمدينة عام 1892.

## مُصلحة في حقوق المرأة
أعطيت المرأة حق الدراسة في الجامعة عام 1873، وأسست آنا وأختها هيدفيغ منحة تعليمية لتمويل الطالبات. وفي نفس العام بادرت آنا وإيلين أنكارسفارد في تأسيس رابطة حقوق ملكية المرأة المتزوجة، والتي كانت أول مؤسسة تعنى بحقوق المرأة في السويد. وقد أسستها بإلهام من والدها الذي التمس البرلمان عدة مرات في مسألة حقوق الملكية والوضع القانوني للنساء المتزوجات، وقد تمنت بعد وفاته عام 1872 أن تكمل عمله. كانت الرابطة ناجحة، فعلى الرغم من عدم إلغاء الوصاية على المرأة المتزوجة، لكنها أعطيت الحق للتصرف في مدخولها الخاص السنة التي تلت ذلك. وفي عام 1884 أثيرت الحركة الأولى حول حق المرأة في الاقتراع في البرلمان لكنها أسقطت بالتصويت، ووفقاً لقانون 1862 فإن النساء دافعات الضرائب من ذوات الأهلية القانونية امتلكن مسبقاً حق التصويت في الانتخابات البلدية؛ وفي عام 1887 أطلقت آنا ورابطة حقوق الملكية للنساء المتزوجات حملة لتوعية المقترعات بحقوقهن وباستخدامها. وكانت الحملة الثانية التي كرست نفسها وكرست الرابطة لها بخصوص حق المرأة بأن يتم انتخابها في مجالس إدارة المدارس وفي الهيئات الاجتماعية. تم دمج الرابطة مع رابطة فريدريكا بريمر تحت مسمى FBF رابطة فريدريكا بريمر لحقوق المرأة، وقد عارضت آنا هذا الدمج في البداية، لكن ما إن تم حتى أيدته.
كما كانت ناشطة في جمعية الثوب السويدية الإصلاحية.
وبصفتها مالكة حصة رئيسية في صحيفة أفتونبلاديت كان لها الفضل في توظيف ماريا سيديرشيولد وهي من الصحفيات الرائدات الأوائل.[1]
وخلال فترة توليها لمنصب رئيسة المجلس الوطني السويدي للمرأة بين عامي 1899-1911، زارت مؤتمرات دولية في لندن عام 1899 وفي برلين عام 1904 وجنيف عام 1908. وفي منصبها هذا أثارت جدالا أفضى إلى إصلاح في قوات الشرطة السويدية، وذلك عندما عُينت أول امرأة بصفة ضابطة شرطة عام 1908.

## عملها الخيري
أصبحت آنا بعد وفاة والدتها عام 1878 المؤتمنة على ثروة أبيها وأمها، والتي تم التبرع بها لاستخدامها في الأعمال الخيرية. أسست الصندوق الخيري «ستيفتلسن لارس هيرتاس ماين» الذي استخدمته لدعم عدد كبير من القضايا الخيرية والاكتشافات العلمية والإصلاحات الثقافية والاجتماعية. ومن خلال ذلك أسست دار العاملين الأول عام 1887، وهو نشاط ألهمت به الدانمارك حيث كان يقوم الأطفال الفقراء بالصناعات اليدوية ومقايضتها بالطعام، ونما هذا المشروع ليصبح عددها 90 في كامل البلد، وانتشر إلى روسيا وبولندا. وكان الهدف منح أبناء العاملين وقتا مفيداً لتقضيته بدلا من أن يُتركوا لوحدهم خلال اليوم في المنزل أثناء عمل أهلهم. 
وفيما يتصل بهم قامت المعلمة صوفي نيلسون بالتعاون مع آنا بتأسيس محتوى تعليمي عن علم الاقصاد المنزلي للفتيات عن طريق جعلهم يطبخون لهذه الدور عام 1889. وفي عام 1889 قدمت إلى الناس العاملين نظام أوكتافيا هيل لأماكن السكن الصحية.

## حياتها المتأخرة

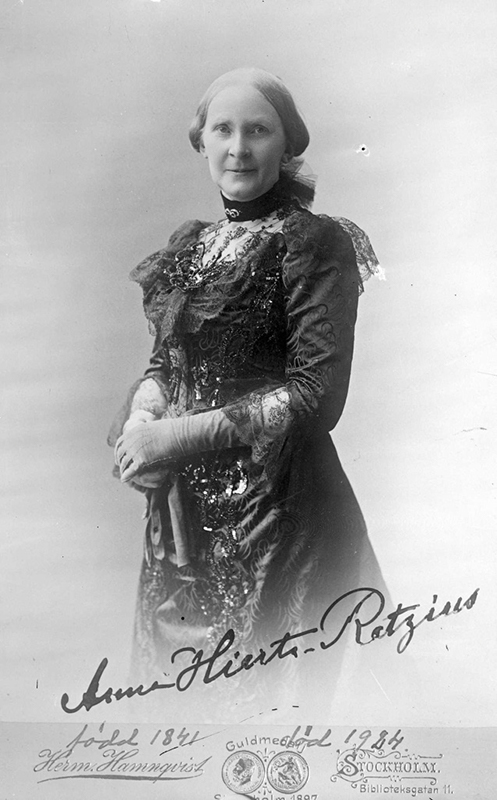
آنا هيرتا ريتزيوس - 1887

دخل عمل آنا مرحلة جديدة في ثمانينيات القرن التاسع عشر، مرحلة الجدل حول المسألة الجنسية، حيث كانت تنتشر أفكار جديدة عن الحب الحر. وقفت آنا من هذه المسألة مع الجانب المحافظ، لتصبح في القطب المعارض لإيلين كي.
فقد أصبحت خلال هذه المرحلة محافظة بدرجة أشد فيما يخص المسألة الجنسية، حيث شددت على على ضرورة الرقابة الجنسية في الأدب والسينما ومنع تحديد النسل والتوعية الجنسية، ونالت سمعة بأنها منادية بالاحتشام الأخلاقي ومدافعة عن الأفكار المحافظة، وكان هذا تغيرا من عدة أوجه بهذا الخصوص مقارنة براديكاليتها السابقة.
وقد أشير أن سبب موقفها هذا هو اكتشافها لحياة والدها المزدوجة، حيث كانت حقيقة قيام والدها بعلاقة طويلة خارج إطار الزواج مع حبيبته فينديلا هيب وخيانته لوالدتها نتيجة لذلك، مخبأةً عنها خلال حياة والديها؛ واكتشافها علاقة والدها غير الشرعية بعد وفاة أمها عام 1878 كان كارثياَ عليها وسبب لها أزمة نتج عنها في النهاية زيادة تزمت أفكارها شيئاً فشيئاً خلال السنين.
وقد عرفت في القرن الأول من القرن العشرين بأنها أصبحت من النقاد للأدب الراديكالي الحديث. وفي عام 1912، زادت الأمر بمعارضتها حق المرأة في الاقتراع.
منحت آنا عام 1907 الميدالية الذهبية للإسهامات المميزة في الثقافة والعلوم والمجتمع في السويد.